# Bibliothèque d'histoire moderne et contemporaine de Rome

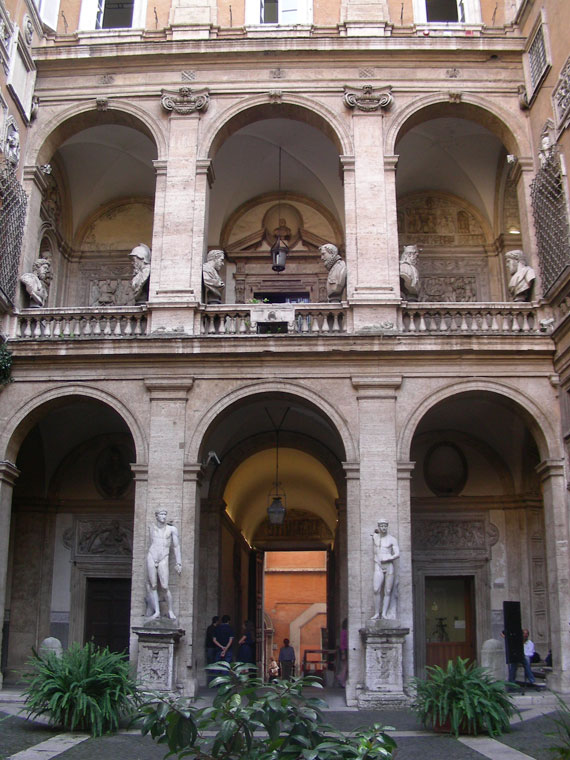
Cour et loggia du Palais Mattei di Giove

La Bibliothèque d'histoire moderne et contemporaine est une bibliothèque publique d'État italienne, dépendant du Ministère pour les Biens et les Activités culturels, située à au Palais Mattei di Giove à Rome.

## Histoire
Les collections de la bibliothèque sont formées à la fin du XIXe siècle dans le but de documenter le processus de l'unification nationale italienne. Ainsi nait le Risorgimento à la Biblioteca nazionale Vittorio Emanuele II à Rome. 
Dans les premières années du siècle suivant, pour le 50e anniversaire de l'unification de l'Italie, le ministre de l'éducation Paolo Boselli conçoit le projet d'un Institut autonome, bibliothèque, Musée et Archives du Risorgimento, qui aurait son siège social près du monument Vittorio Emanuele II. Il crée le Comité national de l'histoire du Risorgimento avec pour tâche l'augmentation des collections de la Bibliothèque nationale. 
Entre 1921 et 1923, l'Institut prend le nom de « Bibliothèque Musée Archives du Risorgimento » ; en 1934, avec la réorganisation des institutions historiques mise en place par Giovanni Gentile, la Commission est abolie et les collections sont réparties entre les deux institutions : la partie Musée et les archives allant à l'Institut pour l'histoire du Risorgimento, basé près du monument à Victor-Emmanuel II, la partie bibliographique étant annexée à l'Institut italien de l'histoire de l'âge moderne et contemporain, qui prend, en 1937, son nom et emplacement actuel au palais Mattei di Giove. 
Après la guerre, elle dépend du Ministère de l'éducation, puis, en 1974, du Ministère des biens culturels et de l'environnement et depuis 1998 du Ministère pour les Biens et les Activités culturels.